# Hockeria vetusta
Hockeria vetusta is een vliesvleugelig insect uit de familie bronswespen (Chalcididae). De wetenschappelijke naam is voor het eerst geldig gepubliceerd in 1861 door Jean-Marie Léon Dufour.